# La Tour de Londres (film, 1939)
Pour les articles homonymes, voir La Tour de Londres.
La Tour de Londres (titre original : Tower of London) est un film américain réalisé par Rowland V. Lee, sorti en 1939. 

## Synopsis
Au XVe siècle, Édouard IV règne sur l'Angleterre après avoir dépossédé Henri VI du trône. Ses frères, Richard et Clarence, se disputent les richesses et les terres des Neville, alliés au prince de Galles, le fils d'Henri VI. Richard le tue et épouse sa veuve après avoir fait exécuter Henri VI et réserve le même sort à Clarence.

## Fiche technique
- Titre français : La Tour de Londres
- Titre original : Tower of London
- Réalisation : Rowland V. Lee, assisté de Ford Beebe (non crédité)
- Scénario : Robert N. Lee
- Chef opérateur : George Robinson
- Musique : Ralph Freed (non crédité), Hans J. Salter (non crédité) et Frank Skinner (non crédité)
- Montage : Edward Curtiss
- Direction artistique : Jack Otterson
- Costumes : Vera West
- Maquillage : Jack P. Pierce (non crédité), Otto Lederer (non crédité)
- Production : Rowland V. Lee pour Universal Pictures
- Genre : Film historique
- Durée : 92 minutes
- Dates de sortie : 
  - États-Unis : 17 novembre 1939
  - France : 5 mai 1948

## Distribution
- Basil Rathbone : Richard, duc de Gloucester
- Boris Karloff : Mord
- Barbara O'Neil : la Reine Elizabeth
- Ian Hunter : Édouard IV
- Ronald Sinclair : le prince Édouard (enfant)
- Vincent Price : Duc de Clarence
- Nan Grey : Lady Alice Barton
- Ernest Cossart : Tom Clink
- John Sutton : John Wyatt
- Leo G. Carroll : Lord Hastings
- Miles Mander : Henri VI
- Rose Hobart : Anne Neville
- Ralph Forbes : Henri Tudor
- Lionel Belmore : Beacon, chambellan
- Frances Robinson : Duchesse Isobel

Acteurs non crédités
- Ed Brady : Un mendiant
- John George : Un espion
- Robert Greig : Le moine mettant en garde John Wyatt
- Frank Hagney : Un soldat
- Merrill McCormick : Un mendiant
- Ivan F. Simpson : Le protecteur d'Anne

## Autour du film
- Le film est basé sur une histoire vraie qui mit fin à la guerre des Deux-Roses.
- Un remake de ce film fut réalisé en 1962 par Roger Corman, avec Vincent Price qui jouait ici le rôle de Richard de Gloucester.